# Celonites yemenensis
Celonites yemenensis är en stekelart som beskrevs av Giordani Soika 1957. Celonites yemenensis ingår i släktet Celonites och familjen Masaridae. Utöver nominatformen finns också underarten C. y. ethiopicus.